# Andelsbanken
Andelsbank (finska: Osuuspankki) är det vardagliga namnet på medlemsbankerna i OP-gruppen, en bank- och försäkringskoncern i Finland.
Andelsbank är i Finland även en bolagsform. Lokalandelsbankerna är exempelvis en bankgrupp som ingenting har att göra med OP-gruppen.

## Medlemsbanker

### Andelsbanken för Åland
Andelsbanken för Åland har funnits sedan 1925 och har idag knappt 11 000 aktiva kunder. Huvudkontoret finns i Mariehamn på Åland. Kontor finns även i Brändö by och ett ombud finns på Kumlinge.